# Saturnia deflexa
Saturnia deflexa är en fjärilsart som beskrevs av Schultz. 1909. Saturnia deflexa ingår i släktet Saturnia och familjen påfågelsspinnare. Inga underarter finns listade.